# Lijst van voetbalinterlands Australië - Tahiti
Deze lijst van voetbalinterlands is een overzicht van alle officiële voetbalwedstrijden tussen de nationale teams van Australië en Tahiti. De landen speelden tot op heden negen keer tegen elkaar, te beginnen met een kwalificatiewedstrijd voor het Wereldkampioenschap voetbal 1994 die werd gespeeld op 11 september 1992 in Papeete. Het laatste duel, een kwalificatiewedstrijd voor het Wereldkampioenschap voetbal 2006, vond plaats op 31 mei 2004 in Adelaide.

## Wedstrijden
| № | Plaats   | Datum             | Competitie           | Wedstrijd          | Uitslag |
| - | -------- | ----------------- | -------------------- | ------------------ | ------- |
| 1 | Papeete  | 11 september 1992 | WK 1994 kwalificatie | Tahiti – Australië | 0 – 3   |
| 2 | Brisbane | 20 september 1992 | WK 1994 kwalificatie | Australië – Tahiti | 2 – 0   |
| 3 | Papeete  | 27 oktober 1996   | OFC Nations Cup 1996 | Tahiti – Australië | 0 – 6   |
| 4 | Canberra | 1 november 1996   | OFC Nations Cup 1996 | Australië – Tahiti | 5 – 0   |
| 5 | Sydney   | 13 juni 1997      | WK 1998 kwalificatie | Australië – Tahiti | 5 – 0   |
| 6 | Sydney   | 19 juni 1997      | WK 1998 kwalificatie | Tahiti – Australië | 0 – 2   |
| 7 | Brisbane | 2 oktober 1998    | OFC Nations Cup 1998 | Australië – Tahiti | 2 – 1   |
| 8 | Auckland | 12 juli 2002      | OFC Nations Cup 2002 | Australië – Tahiti | 4 – 1   |
| 9 | Adelaide | 31 mei 2004       | WK 2006 kwalificatie | Australië – Tahiti | 9 – 0   |

## Samenvatting
| Competitie      | Totaal gespeeld | Winst Australië | Gelijk | Winst Tahiti | Doelsaldo Australië – Tahiti |
| --------------- | --------------- | --------------- | ------ | ------------ | ---------------------------- |
| WK-kwalificatie | 5               | 5               | 0      | 0            | 21 − 0                       |
| OFC Nations Cup | 4               | 4               | 0      | 0            | 17 − 2                       |
| Totaal          | 9               | 9               | 0      | 0            | 38 − 2                       |

Wedstrijden bepaald door strafschoppen worden, in lijn met de FIFA, als een gelijkspel gerekend.

## Details

### Derde ontmoeting
| Finale OFC Nations Cup 1996 (Olympic Stadium, Papeete, 27 oktober 1996):                                                                                           |              | |
| Tahiti | 0 – 6        | Australië |
| | goals        | Ernie Tapai 5' Paul Trimboli 20' Kris Trajanovski 25' 28' 44' 89'                                                                                                   |
| Raul Blanco | bondscoach   | Gerard Kautai |
| Ricky Fassain Tetahio Auraa Jean Ludivion John Thunot Farahia Teuira Tehina Tahitotera Rupena Raumati Heimana Vaiho Reynald Temarii Coco Fenuati Jean-Luc Rousseau | opstellingen | Zeljko Kalac Ernie Tapai 70' Robbie Hooker 65' Milan Ivanovic Tony Popovic Alex Tobin Craig Foster Milan Blagojevic Alistair Edwards Kris Trajanovski Paul Trimboli |
| | wissels      | Robert Enes 65' Paul Wade 70' |

### Vierde ontmoeting
| Finale OFC Nations Cup 1996 (Bruce Stadium, Canberra, 11 november 1996):                                                                                        |              | |
| Australië | 5 – 0        | Tahiti |
| Robbie Hooker 11' Kris Trajanovski 21' 36' 54' Rupena Raumati 31' (e.d.)                                                                                        | goals        | |
| Raul Blanco | bondscoach   | Gerard Kautai |
| Zeljko Kalac Matthew Bingley Robbie Hooker Milan Ivanovic Tony Popovic Alex Tobin Craig Foster 76' Paul Wade 60' Ernie Tapai Kris Trajanovski 60' Paul Trimboli | opstellingen | Laurent Heinis Eric Etaeta Jean Ludivion Farahia Teuira Patrick Appriou 80' Tehina Tahitoterai Jean-Paul Wong Rupena Raumati 46' Reynald Temarii Tetahio Auraa Jean-Luc Rousseau 66' |
| Warren Spink 60' Jason Polak 60' Robert Enes 76' | wissels      | Stephane Tuairau 46' Gatien Maheanuu 66' Heimana Vaiho 80' |
| - Australië won en werd voor de tweede keer kampioen van Oceanië.                                                                                               |              | |

FFA · A-internationals · Selecties · Bondscoaches · Australisch vrouwenelftal · Australië U21 · Australië U20 · Australië U19 · Australië U18 · Australië U17
1920 – 1929 · 
1930 – 1939 · 
1940 – 1949 · 
1950 – 1959 · 
1960 – 1969 · 
1970 – 1979 · 
1980 – 1989 · 
1990 – 1999 · 
2000 – 2009 · 
2010 – 2019 ·
2020 − 2029
WK 1974 ·
WK 2006 ·
WK 2010 · 
WK 2014 · 
WK 2018
OS 1956 · 
OS 1988 · 
OS 1992 · 
OS 1996 · 
OS 2000 · 
OS 2004 · 
OS 2008 · 
OS 2020
1922 ·
1923 · 
1924 · 
1925–1932 ·
1933 ·
1934–1935 ·
1936 ·
1937 ·
1938 ·
1939–1946 ·
1947 · 
1948 · 
1949 ·
1950 · 
1951–1953 ·
1954 · 
1955 · 
1956 · 
1957 ·
1958 · 
1959–1964 · 
1965 · 
1966 ·
1967 ·
1968 ·
1969 · 
1970 · 
1971 ·
1972 · 
1973 · 
1974 · 
1975 · 
1976 · 
1977 · 
1978 · 
1979 · 
1980 · 
1981 · 
1982 · 
1983 · 
1984 · 
1985 · 
1986 · 
1987 · 
1988 · 
1989 · 
1990 · 
1991 · 
1992 · 
1993 · 
1994 · 
1995 · 
1996 · 
1997 · 
1998 · 
1999 · 
2000 · 
2001 · 
2002 · 
2003 · 
2004 · 
2005 · 
2006 · 
2007 · 
2008 · 
2009 · 
2010 · 
2011 · 
2012 · 
2013 ·
2014 · 
2015 · 
2016 ·
2017 ·
2018 ·
2019 ·
2020 ·
2021
Amerikaans-Samoa ·
Argentinië ·
Bahrein ·
Bangladesh ·
België ·
Brazilië ·
Bulgarije ·
Cambodja ·
Canada ·
Chili ·
China ·
Colombia ·
Cookeilanden ·
Costa Rica ·
DDR ·
Denemarken ·
Duitsland ·
Ecuador ·
Egypte ·
Engeland ·
Fiji ·
Filipijnen ·
Frankrijk ·
Ghana ·
Griekenland ·
Guam ·
Honduras ·
Hongarije ·
Hongkong ·
Ierland ·
India ·
Indonesië ·
Irak ·
Iran ·
Israël ·
Italië ·
Jamaica ·
Japan ·
Jordanië ·
Kameroen ·
Kenia ·
Kirgizië ·
Koeweit ·
Kroatië ·
Libanon ·
Liechtenstein ·
Maleisië ·
Marokko ·
Mexico ·
Nederland ·
Nepal ·
Nieuw-Caledonië ·
Nieuw-Zeeland ·
Nigeria ·
Noord-Ierland ·
Noord-Korea ·
Noord-Macedonië ·
Noorwegen ·
Oezbekistan ·
Oman ·
Palestina ·
Papoea-Nieuw-Guinea ·
Paraguay ·
Peru ·
Polen ·
Qatar ·
Roemenië ·
Salomonseilanden ·
Samoa ·
Saoedi-Arabië ·
Schotland ·
Servië ·
Singapore ·
Slovenië ·
Slowakije ·
Spanje ·
Syrië ·
Tadzjikistan ·
Tahiti ·
Taiwan ·
Thailand ·
Tonga ·
Tsjechië ·
Tsjecho-Slowakije ·
Tunesië ·
Turkije ·
Uruguay ·
Vanuatu ·
Venezuela ·
Verenigde Arabische Emiraten ·
Verenigde Staten ·
Vietnam ·
Wales ·
Zimbabwe ·
Zuid-Afrika ·
Zuid-Korea ·
Zuid-Vietnam ·
Zweden ·
Zwitserland
Amerikaans-Samoa (2001) · 
Argentinië (2022) ·
Brazilië (1997) · 
Brazilië (2006) · 
Chili (2014) · 
Denemarken (2018) · 
Denemarken (2022) · 
Duitsland (2010) · 
Frankrijk (2018) · 
Italië (2006) · 
Japan (2006) · 
Kroatië (2006) · 
Nederland (2014) · 
Peru (2018) · 
Spanje (2014) · 
Zuid-Korea (2015, 2)
FTF · 
A-internationals · 
Tahitiaans vrouwenelftal
1989 – 1999 · 
2000 – 2009 · 
2010 – 2019
Amerikaans-Samoa ·
Australië ·
Cookeilanden ·
Fiji ·
Nieuw-Caledonië ·
Nieuw-Zeeland ·
Nigeria ·
Papoea-Nieuw-Guinea ·
Salomonseilanden ·
Samoa ·
Spanje ·
Tonga ·
Uruguay ·
Vanuatu